# Hugo Thijs
Hugo Thijs, né le 22 février 1953 à Lierre, est un coureur cycliste belge, actif dans les années 1970.

## Palmarès
- 1973
  - 2e de la Coupe Marcel Indekeu
- 1974
  - 3e de la Begijnendijk, Amateurs
- 1975
  - Bruxelles-Zepperen
  - 7e de la Grand Prix d'Affligem